# Lucicutia gigantissima
Lucicutia gigantissima is een eenoogkreeftjessoort uit de familie van de Lucicutiidae. De wetenschappelijke naam van de soort is voor het eerst geldig gepubliceerd in 1971 door Heptner.